# Muziek van de Ainur
Muziek van de Ainur is de scheppingsmythe in de wereld van de Britse schrijver J.R.R. Tolkien. Deze mythe wordt verteld in de Ainulindalë, de inleiding van Tolkines in 1977 postuum uitgekomen boek De Silmarillion.

## Samenvatting
In het begin, nog voor de Tijd inging, schiep Ilúvatar de Ainur, de eerste wezens, die een grote macht hadden. Onder de Ainur zijn de twee grootste ordes die van de Valar en de Maiar.
Ilúvatar componeerde een groots muziekstuk dat werd uitgevoerd door alle Ainur. Er ontvouwden zich prachtige harmonieën en thema's. Maar de grootste onder de Ainur, de Vala Melkor, wilde het muziekstuk naar eigen inzicht vorm geven. Dit leidde tot disharmonieën. Twee keer ontwikkelde Iluvatar nieuwe thema's, waarin de inbreng van Melkor werd verweven. Maar uiteindelijk kwam de muziek met een grootse knal tot een eind.
Daarop gaf Iluvatar het muziekstuk realiteit. Voor de ogen van de Ainur ontvouwde zich het begin van Midden-Aarde. En veel Valar en Maiar daalden af naar Midden-Aarde om te helpen de wereld vorm te geven.